# La ciudad (pintura)
La ciudad es una pintura al óleo por August Strindberg realizada el 1903. Se conserva en la colección del Museo Nacional de Estocolmo (Suecia).

## August Strindberg como pintor
August Strindberg no había tenido ningún estudio sobre el arte. Se dedicó a la pintura únicamene durante períodos de tiempo y pintado principalmente paisajes, sobre todo marinos con espectaculares olas y cielos. Pintó durante los períodos de crisis, cuando él pasaba por un tiempo difícil para escribir. No tuvo su consagración como pintor hasta mucho después de su muerte.
Ha llegado a ser visto como un ejemplo en expresionismo como forma de arte en Suecia. En la década de 1870, pasó un tiempo con varios jóvenes artistas como Carl Larsson y otros en la colonia francesa de Grez-sur-Loing y, a continuación, fue cuando inició sus primeros acercamientos en la pintura. También fue un crítico de arte. 
August Strindberg pintó el mar en tempestad, con el hervidero de las olas, nubes borrascosas en el cielo, y olas batiendo en contra las costas rocosas. Su manera permaneció como una caracterítisca especial personal en toda su obra pictórica.

## Descripción
La ciudad es una pintura al óleo que la realizó con paleta y una gruesa capa de color que colocaba sobre el panel. Es una pintura de paisaje, con la vista de una ciudad en el fondo reflejada sobre el agua. Está dominada por un paisaje oscuro con un gran espacio que lo ocupa el cielo y las nubes, con un cromatismo en blanco, negro y gris.

En mi tiempo libre cuando pinto. Con el fin de dominar el material elijo un lienzo de tamaño medio, para que pueda obtener la pintura terminada en dos o tres horas, siempre y cuando mi inspiración dure.
... Con un cuchillo de paleta es lo que uso para este propósito. ... Un ligero toque aquí y allá con el dedo, donde se mezclan los colores recalcitrantes, y disipan los tonos ásperos, se dispersa, se disuelve!
- August Strindberg en 1894

## Europeana 280
En abril de 2016, la pintura La ciudad fue seleccionada como una de las diez más grandes obras artísticas de Suecia por el proyecto Europeana.

## Galería
Obras similares del mismo autor:

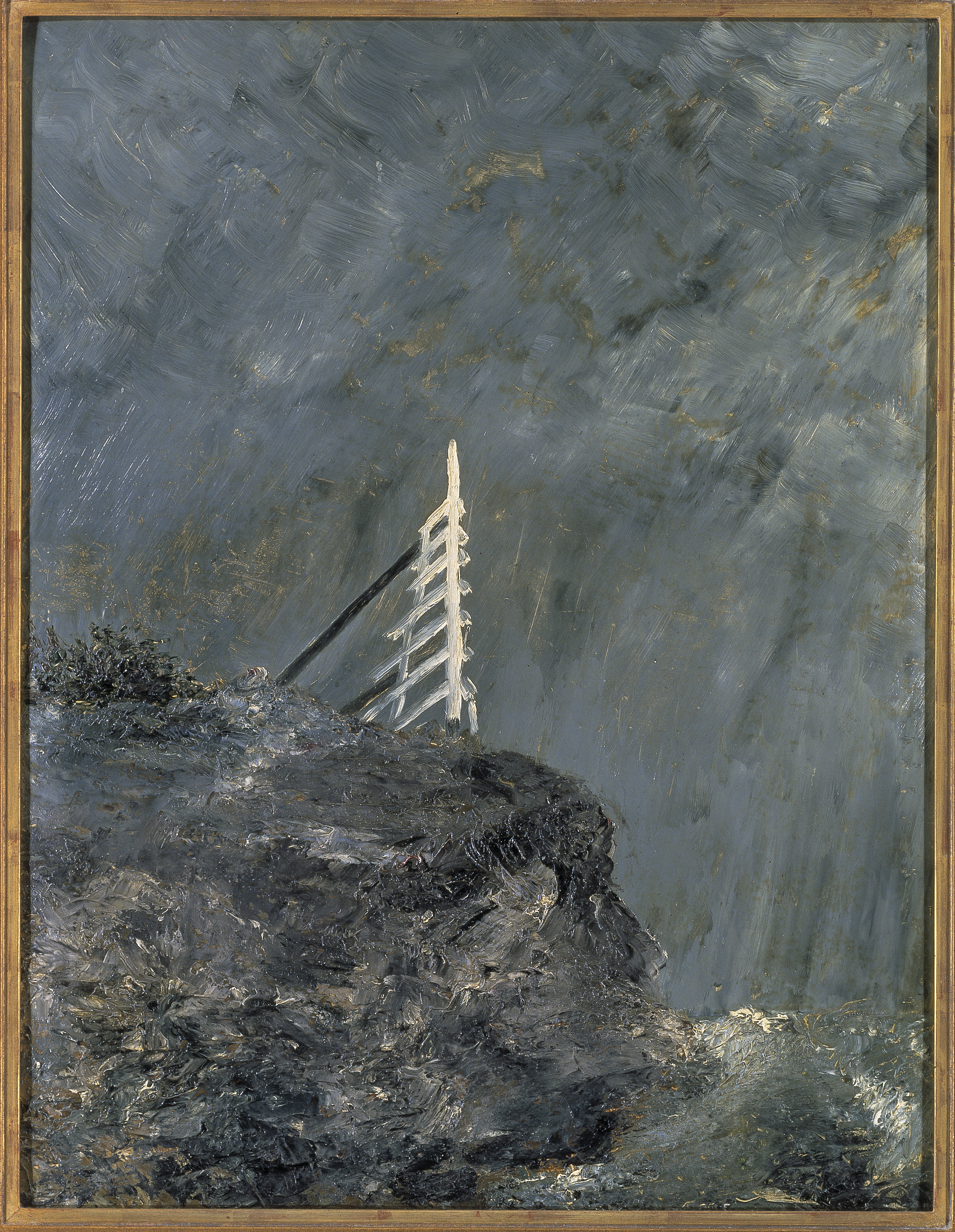
Vita Märrn, 1892
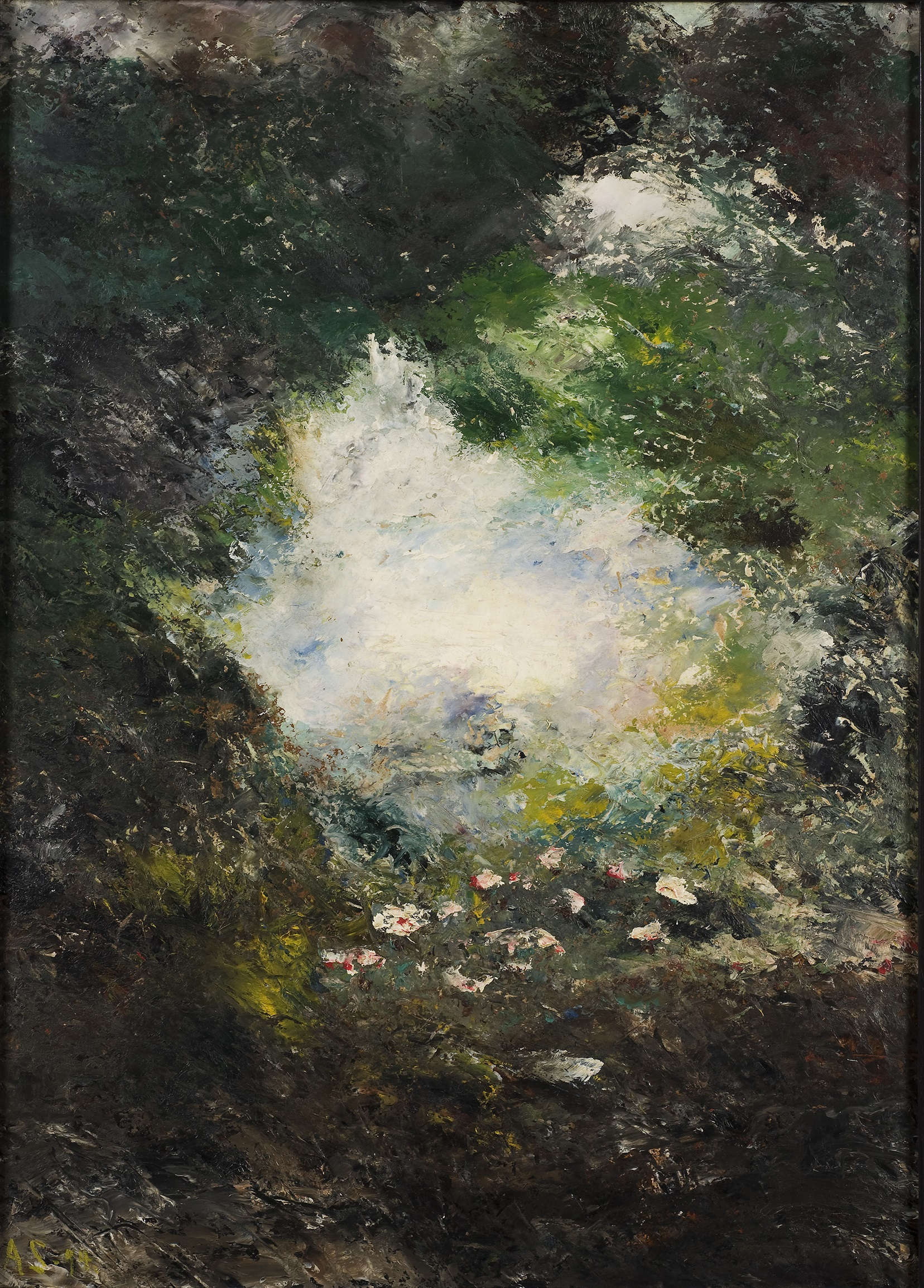
Underlandet, 1894
Marin, 1894
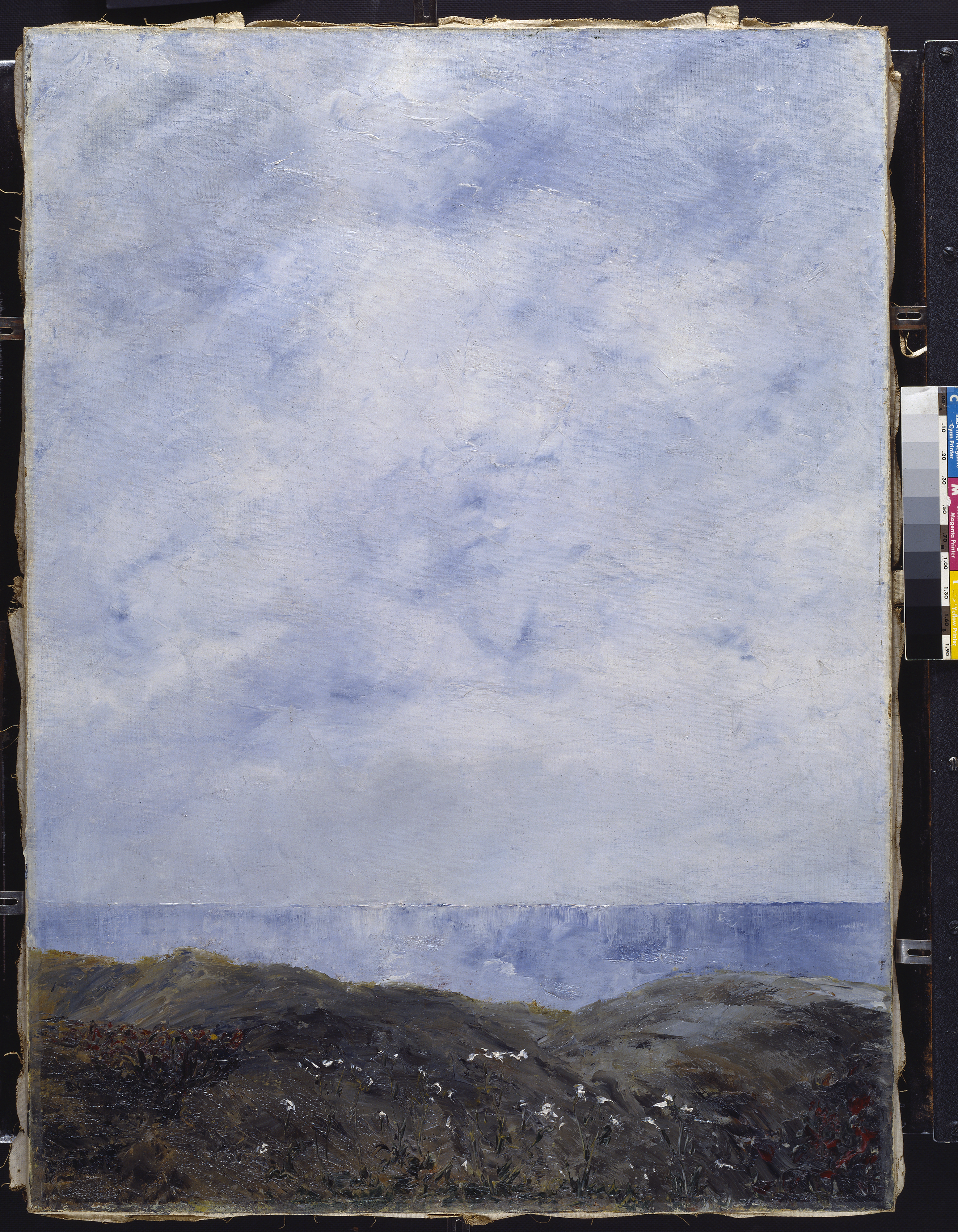
Kustlandskap II, 1903
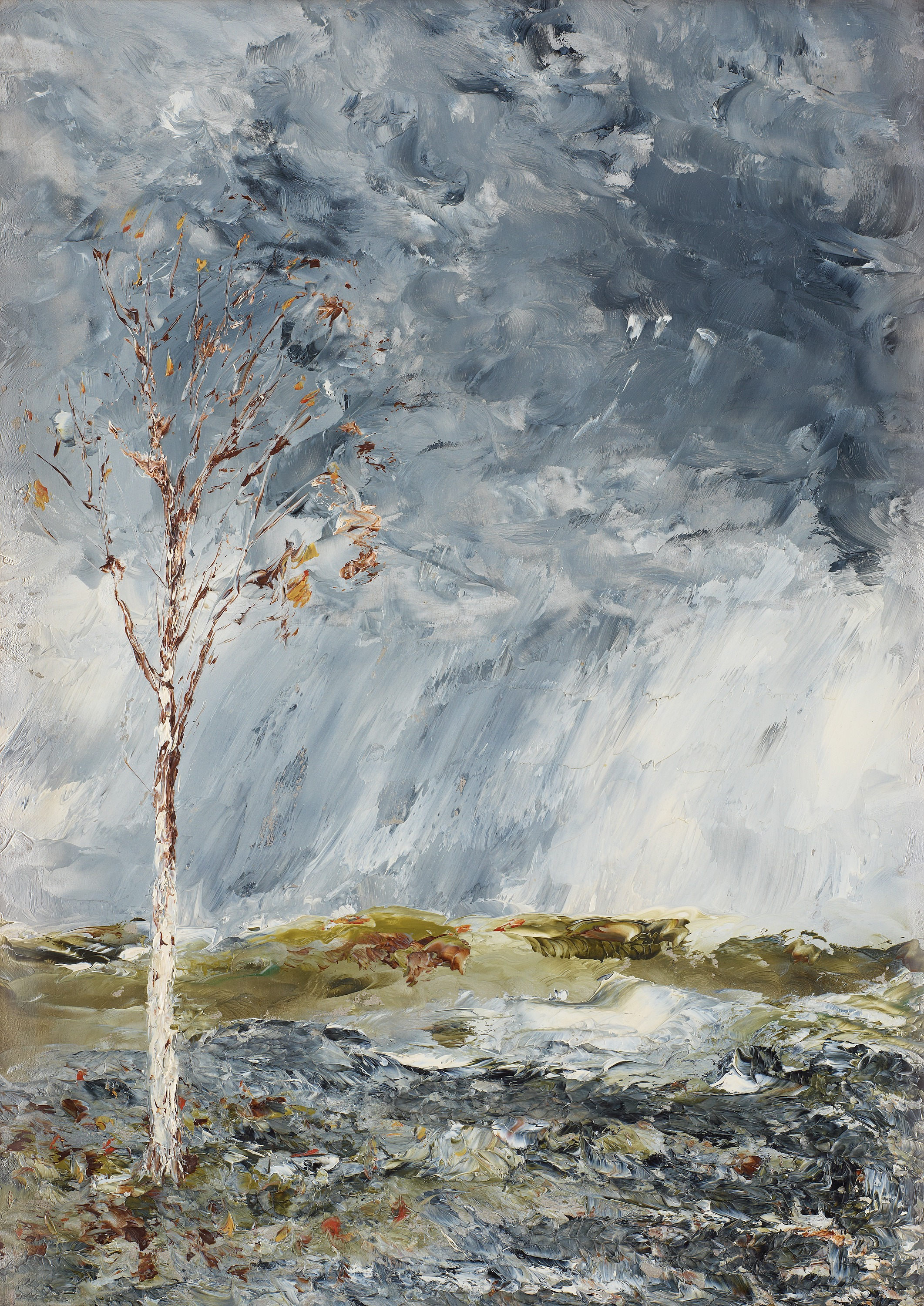
Björken I (Höst)